# Área arqueológica de A Caeira

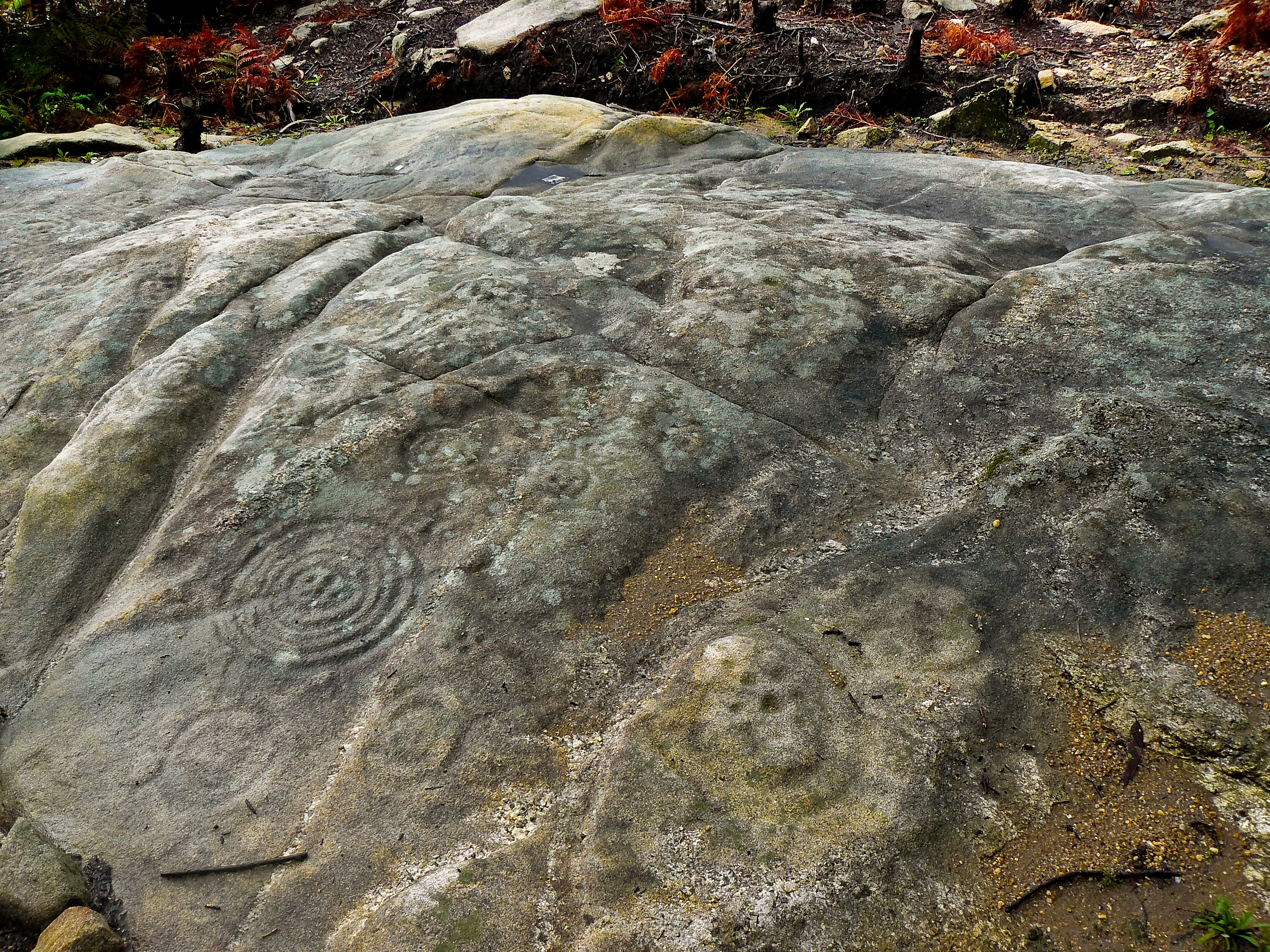
Pedra Grande de Montecelo

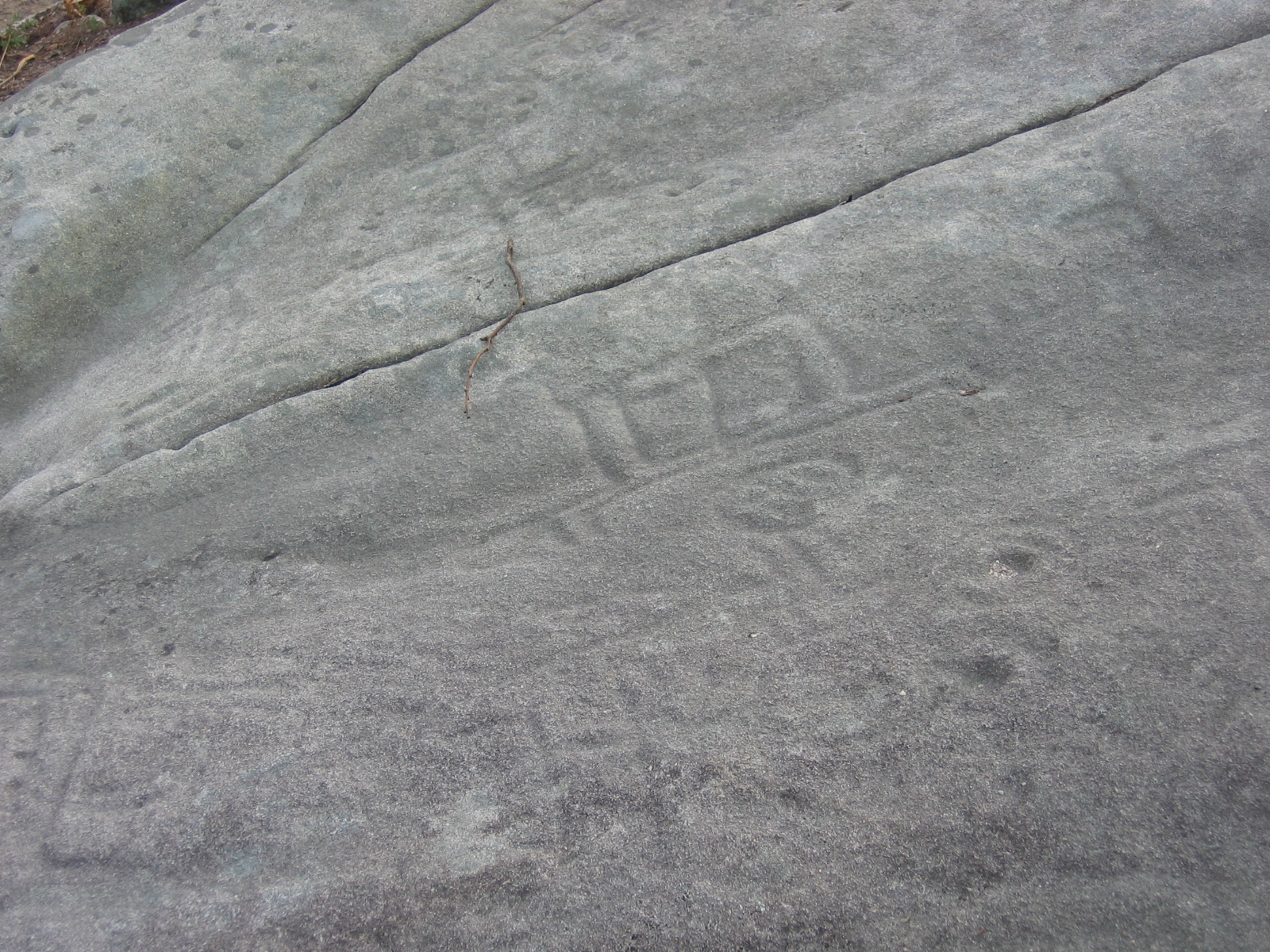
Laxe das Lebres

El área arqueológica de A Caeira es un conjunto de grabados rupestres al aire libre situado en la ladera del Monte Tomba, conocido como Boa Vista, en el ayuntamiento de Poyo, provincia de Pontevedra. Está integrado por más de una veintena de grabados y petroglifos, tres de los cuales la distinción de Monumento Histórico Artístico. Forman parte del conjunto de arte rupestre de Terras de Pontevedra.
Los petroglifos y grabados al aire libre de Caeira, tallados todos ellos sobre roca granítica, son conocidos desde principios del siglo XX gracias al trabajo del intelectual pontevedrés Ramón Sobrino Buhigas.
En las inmediaciones de estos petroglifos se han hallado además indicios de la posible existencia de un poblado de la Edad de Bronce, por lo que se cree que estos grabados se plasmaron en dicha época. Su temática se agrupa en dos grandes bloques: geométrico y naturalista, con la existencia de una gran variedad de representaciones tales como ciervos, cazoletas, combinaciones circulares y diversas figuras antropomórficas.

## Características
En A Caeira hay petroglifos sencillos con pocos motivos repartidos por varias zonas, pero son dos estaciones compuestas por sendas piedras de grandes dimensiones las que desempeñan un papel más importante en todo este conjunto.
- La Pedra Grande de Montecelo está integrada por un numeroso conjunto de combinaciones circulares y constituye uno de los ejemplos más sorprendentes de los motivos geométricos en los petroglifos del Grupo Galaico de Arte Rupestre.
- La Laxe das Lebres es un gran panel con representaciones de ciervos. Dos de estos animales, posiblemente macho y hembra, dispuestos en simetría de espejo constituyen su elemento principal. A ambos lados se aprecian sendas figuras antropomórficas a modo de jinete.

El ayuntamiento de Poyo cuenta también con conjuntos rupestres en Outeiro da Burata y el Monte Cruceiro, ambos en la parroquia de Samieira. Además, el petroglifo de Pozo Ventura no pertenece a esta área arqueológica pero está muy próxima a ella, en el Monte Liñares. Su superficie está llena de motivos geométricos, pero su singularidad viene dada por unos motivos que recuerdan a hojas de alabarda.

## Centro de interpretación
El Centro de Interpretación Arqueológica de A Caeira se inauguró el 18 de junio de 2009. Está situado en la parroquia de San Salvador, justo detrás del conocido como Casal de Ferreirós. Alberga un proyecto expositivo en el que los visitantes pueden observar y conocer de manera detallada las características de los petroglifos existentes en el municipio.
Además, el centro incluye una réplica exacta del petroglifo Pozo Ventura, de unas características excepcionales en el arte rupestre de esta zona de la península, y que recuerda más bien a otras piezas halladas en Irlanda o la región de la Bretaña francesa.